# Космічний корабель у пляшці
Космічний корабель у пляшці (англ. Spaceship in a Flask) — коротка науково-фантастична повість Кліффорда Сімака, вперше опублікована журналом «Astounding Science Fiction» в липні 1941 року.

## Сюжет
Репортер «Солар прес» в Н'ю-Чикаго, що в сутінковій зоні Меркурія, Шерман Маршал вирішив витягнути із старателя з сонячної сторони Ілая його чергову захоплюючу історію.
Але той був напідпитку і зміг розповісти тільки, що регулярно поставляє лікарю Вінсенту власнику клініки на сонячній стороні, де він лікується, безбарвні кристалики, досить схожі на простий меркуріанський пісок. А раніше поставляв їх його попередникам лікарю Брауну та лікарю Андерсону, які померли вже багато десятків років тому, оскільки сам живе вже понад 200 років.
Шерман не повірив, але попросив зразки кристалів і положив їх у випорожнені капсули від своїх ліків.
Через добу Ілая знайшли мертвим з ножовими ранами. 
Тим часом Флойд Дункан — начальник нью-чиказького філіала Міжпланетного бюро розслідувань розповів Шерману, що єдиною зачіпкою в розслідуванні вбивства Ілая є знахідка в його кишені нових купюр з відбитками лікаря Андерсона, померлого 150 років тому. Андерсон все життя працював у своїй клініці над лікування смертельного «космовірусу».
До Шермана, що тепер збирався у відрядження на Землю заглянув Марті Берг — дрібний політик з кримінальним минулим на Землі і попросив його доправити місцевий сувенір, пляшку із моделлю космічного корабля з місцевого піску його другу Честі Люїсу, що тільки но звільнився з нью-йоркської в'язниці. Не повіривши в сентиментальність Берга, Шерман підмінив його подарунок справжнім сувеніром і відправив адресату.
Наступного ранку Шерман відчув себе помолодівшим років на 10. Він запідозрив у цьому кристали Ілая, які він випадково прийняв зі своїми ліками.
Шерман вирішив поговорити з доктором Вінсентом і поїхав в його клініку. Там працювали тільки роботи і йому довелось зламати одного, щоб добратись до лікаря. Заставши його зненацька Шерман викрив, що доктор Вінсен та доктор Берг були вигаданими особами, якими доктор Андерсон прикривав своє довголіття.
Той розказав, що випадково відкрив дію кристалів, вони діяли як фонтан вічної юності який колись шукав Хуан Понсе де Леон.
Хоча кристали продовжували життя хворим «космовірусом», проте вилікувати не могли. Лікар запевнив, що сам приймав їх і таємно вводив кристали Ілаю, щоб мати змогу продовжувати дослідження вірусу і страшенно засмучений його смертю, оскільки тепер не встигне завершити працю.
Він мав намір утримувати Шермана в клініці, щоб зберегти таємницю кристалів, оскільки їх спокуса могла стати причиною глобальної війни, як в лабораторію зайшов друг лікаря і його теперішній пацієнт Ерні Хічкок та повідомив, що хвороба відступає. 
По радіо повідомили, що поліція розшукує Шермана Маршала за звинуваченням у вбивстві Ілая.
Тоді лікар Андерсон знищив свої залишки кристалів і вирішив відпустити його, оскільки тепер його місія була завершена.
Шерман повідомив лікарю, що здогадався де знаходяться вкрадені кристали, і він знищить їх, щоб зберегти таємницю.
Добравшись додому він спожив декілька з них, а решту висипав в каналізацію.
Помолоділий він без проблем перебрався жити на Марс і влаштувався в місцеву газету, де його першим завданням стало освітлювати суд над Честі Люїсом, який намагався продати місцевому багатію не справжні омолоджувальні ліки.